# Karl Bendictsson
Karl Bendictsson (latin: Karolus Benedicti), död 1528, var en svensk översättare. 

## Biografi
Karl Bendictsson var präst. Han blev 1501 munk i Vadstena kloster, Vadstena. Mellan 1520–1521 och 1525–1528 var han generalkonfessor. Bendictsson avled 1528.
Han var altarista i Sankt Catherinæ kapell. Han var översättare till sagan om Sankt Bartholomei moder i Linc B 70a, från början av 1500-talet.